# Liste des mammifères au Québec
Cette liste des mammifères au Québec est basée sur la « Liste de la faune vertébrée du Québec ». Elle comprend les espèces disparues dans l'histoire récente et les espèces introduites. Elle compte 97 espèces en neuf ordres : une espèce de didelphimorphes, dix espèces d'insectivores, huit espèces de chiroptères, trois espèces de lagomorphes, 25 espèces de rongeurs, 21 espèces de fissipèdes, cinq espèces d'artiodactyles, sept espèces de pinnipèdes et 17 espèces de cétacés.

## Didelphimorphia
| Photo                   | Noms (français / anglais / scientifique)                         | Statut IUCN | Notes | Carte de répartition |
| ----------------------- | ---------------------------------------------------------------- | ----------- | --- | -------------------- |
| Famille des Didelphidae |                                                                  |             | |                      |
|                         | Opossum d'Amérique du Nord Virginia opossum Didelphis virginiana | (LC)        | Le seul marsupial en Amérique du Nord. Mal adapté aux hivers québécois, il peut disparaître complètement dans le nord de son aire lors d'hivers rigoureux jusqu'à ce que des individus du sud recolonisent le territoire. |                      |

## Insectivora
| Photo                  | Noms (français / anglais / scientifique)                         | Statut IUCN | Notes | Carte de répartition |
| ---------------------- | ---------------------------------------------------------------- | ----------- | --- | -------------------- |
| Famille des Soricidae  |                                                                  |             | |                      |
|                        | Musaraigne cendrée Cinereus shrew Sorex cinereus                 | (LC)        | La musaraigne la plus répandue au Québec et en Amérique du Nord,. Souvent aussi la plus abondante dans les habitats qu'elle occupe, notamment dans la forêt boréale.                                                              |                      |
|                        | Musaraigne fuligineuse Smoky shrew Sorex fumeus                  | (LC)        | |                      |
|                        | Musaraigne nordique Arctic shrew Sorex arcticus                  | (LC)        | La répartition de cette espèce correspond en bonne partie à la forêt boréale. |                      |
|                        | Musaraigne longicaude Long-tailed shrew Sorex dispar             | (LC)        | Cette espèce est susceptible d'être désigné espèce menacée ou vulnérable par le MFFP. |                      |
| Illustration manquante | Musaraigne de Gaspé Gaspé Shrew Sorex gaspensis                  | (NE)        | Rare, cette musaraigne est aussi la seule endémique au Canada. Au Québec, on la trouve dans les régions de la Gaspésie, de Chaudière-Appalaches et de l'Estrie. Elle est susceptible d'être désigné espèce menacée ou vulnérable. |                      |
|                        | Musaraigne palustre American water shrew Sorex palustris         | (LC)        | Cette musaraigne a une aire de répartition étendue, mais elle est peu abondante et rarement observée,. |                      |
| Illustration manquante | Musaraigne pygmée d'Amérique American pygmy shrew Sorex hoyi     | (LC)        | Le plus petit mammifère de l'est du Canada. Ben que son aire de répartition soit vaste, cette musaraigne est rare. |                      |
|                        | Grande musaraigne Northern short-tailed shrew Blarina brevicauda | (LC)        | Commune dans son aire de répartition. |                      |
| Famille des Talpidae   |                                                                  |             | |                      |
|                        | Taupe à queue velue Hairy-tailed mole Parascalops breweri        | (LC)        | |                      |
|                        | Condylure à nez étoilé Star-nosed mole Condylura cristata        | (LC)        | La plus nordique des taupes d'Amérique du Nord. |                      |

## Chiroptera
| Photo                        | Noms (français / anglais / scientifique)                               | Statut IUCN | Notes | Carte de répartition |
| ---------------------------- | ---------------------------------------------------------------------- | ----------- | --- | -------------------- |
| Famille des Vespertilionidae |                                                                        |             | |                      |
|                              | Vespertilion brun Little brown bat Myotis lucifugus                    | (LC)        | Le COSEPAC considère cette espèce comme en voie de disparition.                                                                                     |                      |
|                              | Vespertilion nordique Northern long-eared bat Myotis septentrionalis   | (LC)        | Le COSEPAC considère cette espèce comme en voie de disparition.                                                                                     |                      |
|                              | Vespertilion pygmée de l'Est Eastern small-footed myotis Myotis leibii | (LC)        | Cette espèce est susceptible d'être désigné espèce menacée ou vulnérable par le MFFP.                                                               |                      |
|                              | Pipistrelle de l'Est Tricolored bat Perimyotis subflavus               | (LC)        | Le COSEPAC considère cette espèce comme en voie de disparition. Le MFFP la considère comme susceptible d'être désigné espèce menacée ou vulnérable. |                      |
|                              | Chauve-souris argentée Silver-haired bat Lasionycteris noctivagans     | (LC)        | Espèce migratrice. Cette espèce est susceptible d'être désigné espèce menacée ou vulnérable par le MFFP.                                            |                      |
|                              | Chauve-souris rousse Eastern red bat Lasiurus borealis                 | (LC)        | Espèce migratrice. Cette espèce est susceptible d'être désigné espèce menacée ou vulnérable par le MFFP.                                            |                      |
|                              | Chauve-souris cendrée Hoary bat Lasiurus cinereus                      | (LC)        | Espèce migratrice. Cette espèce est susceptible d'être désigné espèce menacée ou vulnérable par le MFFP.                                            |                      |
|                              | Sérotine brune Big brown bat Eptesicus fuscus                          | (LC)        | |                      |

## Lagomorpha
| Photo                 | Noms (français / anglais / scientifique)                       | Statut IUCN | Notes                                                    | Carte de répartition |
| --------------------- | -------------------------------------------------------------- | ----------- | -------------------------------------------------------- | -------------------- |
| Famille des Leporidae |                                                                |             |                                                          |                      |
|                       | Lapin à queue blanche Eastern cottontail Sylvilagus floridanus | (LC)        | En expansion dans le sud du Québec.                      |                      |
|                       | Lièvre d'Amérique Snowshoe hare Lepus americanus               | (LC)        | Introduit à l'Île d'Anticosti pendant l'hiver 1902-1903. |                      |
|                       | Lièvre arctique Arctic hare Lepus arcticus                     | (LC)        |                                                          |                      |

## Rodentia
| Photo                      | Noms (français / anglais / scientifique)                               | Statut IUCN | Notes | Carte de répartition |
| -------------------------- | ---------------------------------------------------------------------- | ----------- | --- | -------------------- |
| Famille des Sciuridae      |                                                                        |             | |                      |
|                            | Tamia rayé Eastern chipmunk Tamias striatus                            | (LC)        | |                      |
|                            | Tamia mineur Least chipmunk Tamias minimus                             | (LC)        | |                      |
|                            | Marmotte commune Groundhog Marmota monax                               | (LC)        | |                      |
|                            | Écureuil gris Eastern gray squirrel Sciurus carolinensis               | (LC)        | L'Écureuil gris a été introduit en divers endroits dans l'ouest de l'Amérique du Nord, en Angleterre, en Écosse, en Irlande, en Italie et en Afrique du Sud. |                      |
|                            | Écureuil roux American red squirrel Tamiasciurus hudsonicus            | (LC)        | |                      |
|                            | Petit polatouche Southern flying squirrel Glaucomys volans             | (LC)        | Cette espèce est susceptible d'être désigné espèce menacée ou vulnérable par le MFFP. |                      |
|                            | Grand polatouche Northern flying squirrel Glaucomys sabrinus           | (LC)        | |                      |
| Famille des Castoridae     |                                                                        |             | |                      |
|                            | Castor du Canada North American beaver Castor canadensis               | (LC)        | Introduit à l'Île d'Anticosti en 1890, dans l'archipel Haida Gwaii, en Finlande (1937), dans la péninsule de Kamtchatka, en Pologne, dans la Terre de Feu (1948), en Argentine et en France (années 70),. |                      |
| Famille des Cricetidae     |                                                                        |             | |                      |
|                            | Souris sylvestre North American deermouse Peromyscus maniculatus       | (LC)        | Cette espèce occupe une grande partie de l'Amérique du Nord et est abondante. On la trouve dans une grande variété d'habitat. Ses aptitudes à la nage lui ont permis de coloniser plusieurs îles. |                      |
|                            | Souris à pattes blanches White-footed mouse Peromyscus leucopus        | (LC)        | |                      |
|                            | Campagnol à dos roux de Gapper Southern red-backed vole Myodes gapperi | (LC)        | |                      |
| Illustration manquante     | Campagnol des bruyères Eastern heather vole Phenacomys ungava          | (LC)        | La taxonomie de cette espèce est sujette à controverse. Certains considèrent P. ungava comme faisant partie intégrante de P. intermedius. |                      |
|                            | Campagnol sylvestre Woodland vole Microtus pinetorum                   | (LC)        | Présent seulement dans le sud de l'Estrie et de la Montérégie. Le MFFP considère cette espèce comme susceptible d'être désigné espèce menacée ou vulnérable. Le COSEPAC considère le statut de cette espèce préoccupant. |                      |
|                            | Campagnol des champs Meadow vole Microtus pennsylvanicus               | (LC)        | Répartition étendue. Présent partout au Québec. |                      |
|                            | Campagnol des rochers Rock vole Microtus chrotorrhinus                 | (LC)        | Cette espèce est susceptible d'être désigné espèce menacée ou vulnérable par le MFFP. |                      |
|                            | Rat musqué Muskrat Ondatra zibethicus                                  | (LC)        | Introduit à l'Île d'Anticosti en 1930. |                      |
|                            | Campagnol-lemming de Cooper Southern bog lemming Synaptomys cooperi    | (LC)        | Cette espèce est susceptible d'être désigné espèce menacée ou vulnérable par le MFFP. |                      |
| Illustration manquante     | Campagnol-lemming boréal Northern bog lemming Synaptomys borealis      | (LC)        | |                      |
|                            | Lemming d'Ungava Ungava collared lemming Dicrostonyx hudsonius         | (LC)        | Endémique de la péninsule du Québec-Labrador. |                      |
| Famille des Muridae        |                                                                        |             | |                      |
|                            | Rat surmulot Brown rat Rattus norvegicus                               | (LC)        | Originaire de l'Asie de l'Est, le Rat surmulot a colonisé tous les continents à l'exception de l'Antarctique. On estime qu'il est apparu en Amérique du Nord vers 1750. La répartition dans les régions nordiques est fluctuante étant donné que le froid hivernal décime souvent les populations, mais celles-ci sont constamment renouvelées avec la réintroduction de nouveaux individus via le transport maritime. |                      |
|                            | Rat noir Black rat Rattus rattus                                       | (LC)        | Originaire d'Asie, à l'instar du Rat surmulot, le Rat noir a colonisé tous les continents à l'exception de l'Antarctique via le transport maritime. Au Québec, on ne le trouve que dans le port de Montréal où sa présence est en progression. |                      |
|                            | Souris commune House mouse Mus musculus                                | (LC)        | Originaire de l'Ancien Monde, la Souris commune a été introduite au Canada au courant du XVIIe siècle. |                      |
| Famille des Dipodidae      |                                                                        |             | |                      |
|                            | Souris sauteuse des champs Meadow jumping mouse Zapus hudsonius        | (LC)        | |                      |
|                            | Souris sauteuse des bois Woodland jumping mouse Napaeozapus insignis   | (LC)        | |                      |
| Famille des Erethizontidae |                                                                        |             | |                      |
|                            | Porc-épic d'Amérique North American porcupine Erethizon dorsata        | (LC)        | |                      |

## Fissipedia
| Photo                   | Noms (français / anglais / scientifique)                       | Statut IUCN | Notes | Carte de répartition |
| ----------------------- | -------------------------------------------------------------- | ----------- | --- | -------------------- |
| Famille des Canidae     |                                                                |             | |                      |
|                         | Coyote Canis latrans                                           | (LC)        | En expansion constante depuis la colonisation,. La première mention au Québec provient de Luskville dans la municipalité de Pontiac en 1944.                                                                                              |                      |
|                         | Loup gris Wolf Canis lupus                                     | (LC)        | Le COSEPAC considère le Loup de l'Est (C. l. lycaon) comme menacé. Autrefois présent dans tout le Québec, il a été décimé des régions au sud du Saint-Laurent pendant la deuxième moitié du XIXe siècle,.                                 |                      |
|                         | Renard arctique Arctic fox Vulpes lagopus                      | (LC)        | Le Renard arctique possède la fourrure la plus isolante de tous les mammifères. |                      |
|                         | Renard roux Red fox Vulpes vulpes                              | (LC)        | |                      |
|                         | Renard gris Gray fox Urocyon cinereoargenteus                  | (LC)        | Le COSEPAC considère cette espèce comme menacée. |                      |
| Famille des Ursidae     |                                                                |             | |                      |
|                         | Ours noir American black bear Ursus americanus                 | (LC)        | Autrefois abondant sur l'Île d'Anticosti, l'Ours noir y est maintenant disparu. |                      |
|                         | Ours blanc Polar bear Ursus maritimus                          | (LC)        | MFFP considère l'Ours blanc comme vulnérable. Le COSEPAC considère le statut de cette espèce préoccupant. |                      |
|                         | Grizzli Grizzly bear Ursus arctos horribilis                   | (LC)        | Une population maintenant éteinte de Grizzli a déjà occupé le nord du Québec et du Labrador jusqu'au début du vingtième siècle. |                      |
| Famille des Procyonidae |                                                                |             | |                      |
|                         | Raton laveur Raccoon Procyon lotor                             | (LC)        | Introduit dans l'archipel Haida Gwaii, à l'Île-du-Prince-Édouard, dans île de Grand Manan, en Europe et en Russie. |                      |
| Famille des Mustelidae  |                                                                |             | |                      |
|                         | Martre d'Amérique American marten Martes americana             | (LC)        | Disparue de l'Île d'Anticosti au début du XXe siècle. |                      |
|                         | Pékan Fisher Martes pennanti                                   | (LC)        | |                      |
|                         | Hermine Stoat Mustela erminea                                  | (LC)        | |                      |
|                         | Belette pygmée Least weasel Mustela nivalis                    | (LC)        | Cette espèce est susceptible d'être désigné espèce menacée ou vulnérable par le MFFP. |                      |
|                         | Belette à longue queue Long-tailed weasel Mustela frenata      | (LC)        | |                      |
|                         | Vison d'Amérique American mink Neovison vison                  | (LC)        | Introduit en Amérique du Sud, en Europe et en Asie. |                      |
|                         | Carcajou Wolverine Gulo gulo                                   | (LC)        | Le COSEPAC considère le statut du Carcajou préoccupant. Au Québec, l'aire de répartition et l'abondance ont beaucoup diminué à partir du XIXe siècle.                                                                                     |                      |
|                         | Loutre de rivière North American river otter Lontra canadensis | (LC)        | |                      |
| Famille des Mephitidae  |                                                                |             | |                      |
|                         | Mouffette rayée Striped skunk Mephitis mephitis                | (LC)        | |                      |
| Famille des Felidae     |                                                                |             | |                      |
|                         | Puma Cougar Puma concolor                                      | (LC)        | Le Puma est susceptible d'être désigné espèce menacée ou vulnérable par le MFFP. La population a subi un déclin important dans l'est de l'Amérique du Nord, mais récemment plusieurs indices trahissent peut-être un retour de l'espèce,. |                      |
|                         | Lynx du Canada Canada lynx Lynx canadensis                     | (LC)        | |                      |
|                         | Lynx roux Bobcat Lynx rufus                                    | (LC)        | |                      |

## Artiodactyla
| Photo                | Noms (français / anglais / scientifique)                              | Statut IUCN | Notes | Carte de répartition |
| -------------------- | --------------------------------------------------------------------- | ----------- | --- | -------------------- |
| Famille des Cervidae |                                                                       |             | |                      |
|                      | Cerf de Virginie White-tailed deer Odocoileus virginianus             | (LC)        | Introduit à l'Île d'Anticosti en 1896. |                      |
|                      | Orignal Moose Alces americanus                                        | (LC)        | |                      |
|                      | Caribou des bois Migratory woodland caribou Rangifer tarandus caribou | (NE)        | Le statut de la sous-espèce R. t. caribou est non évalué par l'IUCN, mais le statut de l'espèce R. tarandus est de préoccupation mineure. Le Ministère des Forêts, de la Faune et des Parcs considère le Caribou des bois, écotype forestier comme vulnérable, mais le Caribou des bois, écotype montagnard, population de la Gaspésie comme menacée. Le COSEPAC considère les populations de la Gaspésie-Atlantique, migratrice de l'Est et des monts Torngat comme en voie de disparition et la population boréale comme menacée. |                      |
|                      | Wapiti Elk Cervus canadensis                                          | (LC)        | La sous-espèce C. c. canadensis, aujourd'hui éteinte, a déjà occupé le sud du Québec jusque dans les années 1830. Le premier spécimen de cette espèce décrit par Johann Christian Erxleben en 1777 provenait du Québec,. |                      |
| Famille des Bovidae  |                                                                       |             | |                      |
|                      | Bœuf musqué Muskox Ovibos moschatus                                   | (LC)        | Des Bœufs musqués furent introduits en 1967 dans la région de Kuujjuaq. D'abord captifs, ils furent libérés pour retourner à l'état sauvage à partir de 1973. (attention la photographie montre un bœuf musqué en Russie). |                      |

## Pinnipedia
| Photo                  | Noms (français / anglais / scientifique)               | Statut IUCN | Notes | Carte de répartition |
| ---------------------- | ------------------------------------------------------ | ----------- | --- | -------------------- |
| Famille des Phocidae   |                                                        |             | |                      |
|                        | Phoque commun Harbor seal Phoca vitulina               | (LC)        | Le COSEPAC considère la sous-espèce des lacs des Loups Marins (P. v. mellonae) comme en voie de disparition. Le MFFP considère la même sous-espèce comme étant susceptible d'être désignée comme menacée ou vulnérable. |                      |
|                        | Phoque gris Grey seal Halichoerus grypus               | (LC)        | |                      |
|                        | Phoque du Groenland Harp seal Pagophilus groenlandicus | (LC)        | |                      |
|                        | Phoque à capuchon Hooded seal Cystophora cristata      | (VU)        | |                      |
|                        | Phoque annelé Ringed seal Pusa hispida                 | (LC)        | |                      |
|                        | Phoque barbu Bearded seal Erignathus barbatus          | (LC)        | |                      |
| Famille des Odobenidae |                                                        |             | |                      |
|                        | Morse Walrus Odobenus rosmarus                         | (VU)        | Le MFFP considère cette espèce comme susceptible d'être désignée comme menacée ou vulnérable. Le COSEPAC considère le statut de la population du centre de l’Arctique et du Bas-Arctique (O. r. rosmarus) comme préoccupant. Une population a déjà occupé les eaux côtières des maritimes et du golfe du Saint-Laurent jusqu'au années 1800 mais a été chassée jusqu'à disparition. |                      |

## Cetacea
| Photo                       | Noms (français / anglais / scientifique)                                            | Statut IUCN | Notes | Carte de répartition |
| --------------------------- | ----------------------------------------------------------------------------------- | ----------- | --- | -------------------- |
| Famille des Phocoenidae     |                                                                                     |             | |                      |
|                             | Marsouin commun Harbour porpoise Phocoena phocoena                                  | (LC)        | Cette espèce est susceptible d'être désigné espèce menacée ou vulnérable par le MFFP et le COSEPAC la considère comme préoccupante. |                      |
| Famille des Delphinidae     |                                                                                     |             | |                      |
|                             | Dauphin à flancs blancs Atlantic white-sided dolphin Lagenorhynchus acutus          | (LC)        | |                      |
|                             | Dauphin à nez blanc White-beaked dolphin Lagenorhynchus albirostris                 | (LC)        | |                      |
|                             | Dauphin commun à bec court Short-beaked common dolphin Delphinus delphis            | (LC)        | |                      |
|                             | Globicéphale noir Long-finned pilot whale Globicephala melas                        | (LC)        | |                      |
|                             | Épaulard Killer whale Orcinus orca                                                  | (DD)        | Le COSEPAC considère la population de l'Atlantique Nord–Ouest et de l'est de l'Arctique préoccupante. |                      |
| Famille des Monodontidae    |                                                                                     |             | |                      |
|                             | Béluga Beluga whale Delphinapterus leucas                                           | (LC)        | Le Ministère des Forêts, de la Faune et des Parcs considère la population de l'estuaire du Saint-Laurent comme menacée et les populations de l'est de la baie d'Hudson et de la baie d'Ungava comme étant susceptibles d'être désignées comme menacées ou vulnérables. Le COSEPAC considère les populations de l'estuaire du Saint-Laurent, de l'est de la baie d'Hudson et de la baie d'Ungava comme menacées. |                      |
|                             | Narval Narwhal Monodon monoceros                                                    | (NT)        | Le COSEPAC considère le statut de cette espèce comme préoccupant. |                      |
| Famille des Ziphiidae       |                                                                                     |             | |                      |
|                             | Hyperoodon boréal Northern bottlenose whale Hyperoodon ampullatus                   | (DD)        | Le COSEPAC considère la population du plateau néo-écossais en voie de disparition et la population du détroit de Davis, de la baie de Baffin et de la mer du Labrador préoccupante. |                      |
| Famille des Physeteridae    |                                                                                     |             | |                      |
|                             | Cachalot macrocéphale Sperm whale Physeter macrocephalus                            | (VU)        | |                      |
| Famille des Balaenopteridae |                                                                                     |             | |                      |
|                             | Petit rorqual Common minke whale Balaenoptera acutorostrata                         | (LC)        | |                      |
|                             | Rorqual commun Fin whale Balaenoptera physalus                                      | (VU)        | Cette espèce est susceptible d'être désigné espèce menacée ou vulnérable par le MFFP et le COSEPAC considère la population de l'Atlantique comme préoccupante. |                      |
|                             | Rorqual boréal Sei whale Balaenoptera borealis                                      | (EN)        | |                      |
|                             | Baleine bleue Blue whale Balaenoptera musculus                                      | (EN)        | Cette espèce est susceptible d'être désigné espèce menacée ou vulnérable par le MFFP. Le COSEPAC considère la population de l'Atlantique en voie de disparition. |                      |
|                             | Baleine à bosse Humpback whale Megaptera novaeangliae                               | (LC)        | |                      |
| Famille des Balaenidae      |                                                                                     |             | |                      |
|                             | Baleine franche de l'Atlantique nord North Atlantic right whale Eubalaena glacialis | (EN)        | La Baleine franche de l'Atlantique nord est susceptible d'être désigné espèce menacée ou vulnérable par le MFFP. Le rétablissement de la population est freiné par une mortalité d'origine humaine. |                      |
|                             | Baleine du Groenland Bowhead whale Balaena mysticetus                               | (LC)        | Le COSEPAC considère la population de l’est du Canada et de l’ouest du Groenland préoccupante. |                      |